# アメリカ・イスラエル公共問題委員会
アメリカ・イスラエル公共問題委員会（アメリカ・イスラエルこうきょうもんだいいいんかい、英: American Israel Public Affairs Committee AIPAC、エイパック）は、アメリカ合衆国において強固な米以関係を維持することを目的とするロビイスト団体、利益団体である。アメリカにおいて、全米ライフル協会をも上回る、もっとも影響力のあるロビー団体とする報道もある。

## 沿革と現在の組織
AIPACは1953年にカナダ生まれのジャーナリスト、シー・ケネン (I. L. "Si" Kenen) が、さまざまなユダヤ人グループより資金を得て設立した「公共問題に関するアメリカ・シオニスト委員会 (The American Zionist Committee for Public Affairs)」をその前身とする。AIPACのホームページによれば、今日では全米50州に10万人の会員を数えており、また英経済誌エコノミストによれば、AIPACの年間予算は5,000万ドルに上るという。

## 政治目標
同委員会のホームページによれば、2006年8月現在でのAIPACの政治目標は以下の6つである。
1. ハマースに率いられたパレスチナ自治政府を孤立化させる。
2. イランの核兵器保有を防ぐ。
3. イスラエルを支援し、中東における唯一の民主主義国家を守る。
4. イスラエルを、将来の脅威[5]から守る。
5. （アメリカにおいて）次世代の親イスラエル政治指導者を育成する。
6. アメリカ合衆国議会に対し、米-イスラエル関係に関する宣伝活動を行う。

## AIPACの活動
AIPACは合衆国議会の議員や議会スタッフたちと定期的に会合をもち、またさまざまのイヴェント（例えば、テロリズム、イスラーム過激派あるいは核拡散問題に関するセミナーの開催、議員らをイスラエル視察旅行に招待するなど）を主催している。その結果、下院議員(2002-2009年)、アメリカ合衆国大統領首席補佐官(2009-2010年)をつとめ、現在シカゴの市長になっているラーム・エマニュエルのような親イスラエルの議員が育成されている。

### 批判を呼んだ活動
AIPACの活動のうち、例えば以下のものは大きな議論の的となった。
1982年・イスラエルのレバノン侵攻問題
同年のイスラエルのレバノン侵攻において、フランスが主導した国連イスラエル非難決議案に対して米国政府は拒否権を行使した。これは議会およびロナルド・レーガン大統領に対してAIPACが影響力を及ぼしたためであり、一方で軍事的、財政的にイスラエル支援を続けるアメリカが国連の場ではコミットメントを拒否したことで、パレスチナ人、レバノン人の戦闘地域からの安全な退避が妨げられ、多くの犠牲者を生んだ、との批判がなされた。
1981年・チャールズ・パーシー上院議員へのネガティヴキャンペーン
1981年4月、イラン革命のイスラーム諸国への波及を恐れたレーガン政権は、アラブ穏健派に属する諸国への支援の一環として、サウジアラビアへAWACSを5機売却することを決定した。上院外交委員長として、パーシーはこれを支持した。その結果、AIPACはパーシーを「反イスラエル」だというネガティヴキャンペーンをさまざまな手法で展開。結果、1984年の選挙でパーシーは落選した。
1992年・AIPAC委員長コメント問題
この年、当時のAIPAC委員長デーヴィッド・スタイナーが行った電話での会話内容が公開され、スタイナーは辞任に追い込まれた。1992年10月22日（大統領選挙直前）になされたこの会話中でスタイナーは、仮にビル・クリントンが大統領に当選することになっても、誰を国務長官とするかに関して既に交渉中であること、AIPACの支持する（大統領あるいは連邦議会）選挙候補者に対して10万ドルの献金を行ってほしいこと、などを述べていた。スタイナーの辞任後、AIPACは彼の発言内容は真実ではないとする旨のコメントを行っている。
2004年・ペンタゴンにおける機密漏洩問題
同年8月のCBSニュースは、米国防総省の職員ローレンス・フランクリンが米国の対イラン政策に関する重要機密をAIPACの2人のスタッフ、スティーヴン・ローゼンとキース・ワイスマンに漏洩した容疑で、FBIに取り調べられている旨を報道した。フランクリン、ローゼン、ワイスマンの3人は逮捕、起訴され、うちフランクリンは司法取引に応じて151か月の禁固および1万ドルの罰金刑に服することとなった。この判決文では機密の漏洩先として（所属国を秘した）外交官複数人の関与も同様に示唆され、それはイスラエルであることが一般に信じられている。
イスラエル政府との関係
AIPACのイスラエル政府との関係もしばしば議論の的となる。米国の1938年外国エージェント登録法 (Foreign Agents Registration Act=FARA) によれば、米国外の政府より資金の提供を受け、あるいはそのような政府の利益のために活動する組織には登録が義務付けられている。AIPACはこのFARAの登録を行っておらず、公式にはイスラエル政府から何の資金・指示も受けていないと主張しているが、かねてよりAIPACの立場に対しては疑問が呈されており、それは上記イラン機密漏洩事件を受けてより強くなっている。

## ミアシャイマーとウォルトによる分析
AIPACとその米国対外政策への影響度を巡るもっとも包括的な分析は、2006年に発表されたジョン・ミアシャイマー（シカゴ大学政治学教授）とスティーヴン・ウォルト（ハーバード大学・ケネディスクール学部長）による"The Israel Lobby and U.S. Foreign Policy"である。この論文中で両名は、アメリカの中東政策は主として「イスラエル・ロビイ」すなわち「アメリカの外交政策を親イスラエルの方向に誘導しようと精力的に立ち働く、個人および団体のゆるやかな連合体」によって操作されており、AIPACはその中心に位置すること、その結果、アメリカ自身にとって現在の中東情勢は国益に沿う方向ではなくむしろ重荷となってきていることを論じている。
同論文はもともと米雑誌「アトランティック・マンスリー」のために2002年に起稿されたが、同誌が掲載を拒否、最終的に2006年3月になり英雑誌「ロンドン・レヴュー・オヴ・ブックス」に掲載されるという曲折を経ており、発表後も賛否両論の的となっている。